# Орлов, Степан Егорович
Степан Егорович Орлов (1929—2003) — советский и российский художник-живописец и график. Член Союза художников СССР (1970; Союза художников России с 1992). Заслуженный художник Тувинской АССР (1982).
Заслуженный художник РСФСР (1991).

## Биография
Родился 3 августа 1929 года в селе Калугино, Карагандинской области Казахской ССР, позже семья переехала в Магнитогорск.
С 1941 года в период Великой Отечественной войны, С. Е. Орлов, в возрасте двенадцати лет, начал свою трудовую деятельность учеником художника в Магнитогорском центральном клубе строителей, во время войны погиб его отец на фронте и умерла мать. С 1947 по 1949 года работал художником мартеновского цеха Магнитогорского металлургического комбината, без отрыва от производства получил среднее образование в Магнитогорской вечерней средней школе.
С 1949 по 1953 годы служил в рядах Советской армии в авиационно-технических частях Военно-Воздушных сил. С 1953 по 1955 годы продолжил работать художником в Магнитогорском металлургическом комбинате. С 1955 по 1960 годы обучался на отделении живописи в Ленинградском художественном училище имени В. А. Серова. С 1960 года после окончания с отличием Ленинградского художественного училища начал работать художником в Красноярском отделении художественного фонда РСФСР.
С 1967 года был участником краевых, республиканских и всесоюзных художественных выставок. Основные произведения С. Е. Орлова: портретные работы — «Чемпион мира по стрельбе Г. Н. Запольских и тренер И. Г. Зазулин», «Виктор Астафьев», «Алексей Петренко», художников «Юрия Ишханова», «Натальи Самойловой», «Румяны Внуковой», «Карла Вальдмана», «Юрия Худоногова» и «Александра Калинина», портреты «капитан-наставник Н. Г. Копцев», «маршал Г. К. Жуков», «групповой портрет хоккеистов команды Енисей», циклы работ о войне — «Похороны Ванеева», «Боль войны», «Далекий 41-й», «В партизанском штабе», «В далёком сорок первом», «Отец. 1941 год» и «Однофамилец», триптих «Хакасия», мозаичное панно в Красноярском городском Дворце культуры и на здании Красноярского железнодорожного почтамта.
В 1970 году С. Е. Орлов был избран членом Союза художников СССР, с 1992 года являлся членом — Союза художников России. С 1970 года избран членом правления и председателем художественного совета Красноярской краевой организации Союза художников СССР, избирался делегатом 3-го, 4-го, 5-го и 6-го съездов художников СССР.
В 1982 году «за достижения в области изобразительного искусства» С. Е. Орлову было присвоено почётное звание — Заслуженный художник Тувинской АССР.
27 апреля 1991 года Указом Президиума Верховного Совета РСФСР «за достижения в области изобразительного искусства» С. Е. Орлову было присвоено почётное звание — Заслуженный художник РСФСР.
Умер 8 марта 2003 года в городе Красноярске.

## Награды
- Медаль «За трудовую доблесть» (1986[4])
- Медаль «За доблестный труд в Великой Отечественной войне 1941—1945 гг.»[4]
- Серебряная медаль Российской академии художеств (2000[2])

### Звания
- Заслуженный художник РСФСР (1991[6])
- Заслуженный художник Тувинской АССР (1982[1])

### Премии
- Премия города Красноярска (1995 — "за лучшее произведение, посвященное 50-летию Победы в Великой Отечественной войне: за портрет маршала Г. К. Жукова и работу «Далекий 41-й»[2])

## Память
- 3 декабря 2014 года в Красноярске на здании по улице Ленина, 112 были установлены памятные знаки С. Е. Орлову[3]